# Prenton Park
El Prenton Park se encuentra en Birkenhead, Merseyside (Inglaterra), Reino Unido. Es el campo en el que juega, desde 1912, como local el Tranmere Rovers FC de la League Two, la cuarta liga de fútbol más importante del país. También juegan los equipos femenino y filiales del Liverpool.
Tiene una capacidad de 16 567 espectadores. La mayor asistencia que ha registrado en sus más de cien años de historia fue en un encuentro de la FA Cup en 1972 entre el Tranmere Rovers y el Stoke City, al que asistieron 24 424 personas.
- Datos: Q619072
- Multimedia: Prenton Park / Q619072